# Publieke vijanden
Publieke vijanden, volledige titel Publieke vijanden. Een steekspel in brieven (oorspronkelijke Franse titel: Ennemis publics), is een boek uit 2008 van de Franse schrijvers Michel Houellebecq en Bernard-Henri Lévy. Het boek bevat de correspondentie die de twee schrijvers in de eerste helft van 2008 voerden. In de brieven, die in veel gevallen als volwaardige essays lezen, worden filosofische en literaire vraagstukken aangesneden. Daarnaast komen persoonlijke, politieke, maatschappelijke en culturele kwesties aan de orde. De Nederlandse vertaling door Martin de Haan en Rokus Hofstede verscheen in 2009.

## Inhoud

### Opbouw
Het boek telt 349 pagina's en bestaat uit 28 brieven (eigenlijk e-mails); veertien van Houellebecq en evenveel van Lévy. De eerste brief (van Houellebecq) dateert van 26 januari 2008, de laatste (van Lévy) van 11 juli 2008. De brieven zijn min of meer gelijkmatig over de tijd verdeeld geschreven: twee in januari, zes in februari, vijf in maart, vier in april, vijf in mei, vier in juni en twee in juli. Het kleinste interval, tussen de eerste en tweede brief, bedraagt één dag, het grootste interval achttien dagen, tussen de 24e en 25e brief. De brieven van Lévy zijn over het algemeen iets langer. Van de 336 bladzijden in het brievengedeelte, worden er 180 in beslag genomen door brieven van Lévy. De eerste en laatste brieven van beide auteurs zijn de kortste. Het boek eindigt met een alfabetisch namenregister, samengesteld door de vertalers, dat zes pagina's in beslag neemt.

### Inhoud
De filosoof Bernard-Henri Lévy ("BHL"), bekend om zijn liberale activisme, en de romanschrijver Michel Houellebecq, bekend om zijn sociale satire, voerden in 2008 zes maanden lang een intensieve correspondentie. Het idee zou zijn geboren tijdens een diner in het Ritz hotel in Parijs. In zijn eerste brief gaat Houellebecq van start met een observatie: "Tussen ons beiden ligt, zoals dat heet, een wereld van verschil – behalve op één punt, en niet het minste: wij zijn allebei tamelijk verachtelijke individuen."
Thema's die vervolgens aan de orde komen zijn: de betekenis van poëzie en romans in een literaire loopbaan, de motivatie om te schrijven, het omgaan met "beroemdheid" en de media, de positie van de "geëngageerde intellectueel", de betekenis van religie in een geseculariseerde wereld, de opkomst van het islamisme, de rol van Frankrijk, Amerika en Rusland in de wereld, de invloed van internet. De auteurs bespreken het Israëlisch-Palestijns conflict, waarbij blijkt dat beiden Israël steunen. Terwijl BHL zichzelf beschrijft als "een Jood die vecht", verwerpt Houellebecq de waarde van etnische identiteit in zijn algemeenheid. Ook de islamcritici Salman Rushdie, Taslima Nasreen en Ayaan Hirsi Ali krijgen steun van beide schrijvers. Als de vergeten oorlogen in Bosnië, Tsjetsjenië en Afrika ter sprake komen beschuldigt Lévy Houellebecq van apathie. Houellebecq ziet overdreven betrokkenheid als een groter gevaar; hij pleit juist voor persoonlijke vrijheid boven burgerplicht.
Ongeveer halverwege hun briefwisseling wordt het op dat moment nogal filosofische 'potje correspondentieschaak', zoals Lévy het noemt, verstoord door het nieuws van de op handen zijnde publicatie van de biografie van Lucie Ceccaldi, de moeder van Houellebecq. Lévy denkt aanvankelijk aan een farce, een door Houellebecq op touw gezette mystificatie, maar begrijpt dan dat de moeder van Houellebecq daadwerkelijk, met behulp van een ghostwriter, een boek heeft geschreven waarin ze haar zoon afschildert als een pathetische leugenaar en zichzelf als een heilige. BHL verklaart zich zonder aarzelen solidair met Houellebecq en put zich vervolgens uit om Lucy Ceccaldi te vergelijken met de slechtste moeders uit de wereldliteratuur. Houellebecq, wiens hond Clément in diezelfde week zwaar gewond is geraakt, is evenmin in staat de filosofische gedachtewisseling voort te zetten en probeert het gedrag van zijn moeder in een bredere context te plaatsen. Hij merkt op dat van de gehele Franse pers alleen Paris Match en de meeste vrouwenbladen zich hebben onthouden van gesnuffel in zijn privéleven; de rest heeft zich op hem geworpen om hem te verscheuren. BHL reageert met de constatering dat Houellebecq nog vrij lang de dans is ontsprongen; hijzelf wordt al vanaf het begin van zijn schrijversloopbaan van alle kanten aangevallen. Hij raadt zijn correspondent aan zich te richten op degenen die hem "onafgebroken en door dik en dun hebben gesteund in [zijn] strijd tegen die schuimbekkende honden" en, bovenal, zijn trouwe lezers.
Beide auteurs vermelden in hun brieven tal van inzichten en gebeurtenissen die licht werpen op hun geestelijke, intellectuele en literaire ontwikkeling, waarbij voortdurend geput wordt uit het werk van favoriete (of gehate) auteurs: Lucretius, Pascal, Spinoza, Leibnitz, Kant, Hegel, Rousseau, Comte, Schopenhauer, Goethe, Balzac, Dostojevski, Baudelaire, Mallarmé, Rimbaud, Proust, Kafka, Nietzsche, Drieu la Rochelle, Lovecraft, Camus, Althusser en Gary.

## Publicatie
Ennemies publics ontstond in de eerste helft van 2008. Het boek verscheen op 3 oktober van dat jaar in een oplage van 150.000 exemplaren als gecombineerde uitgave van Flammarion (Houellebecqs vaste uitgever) en Grasset & Fasquelle (Lévy's uitgever). Al eerder was de spanning in de pers opgelopen doordat de uitgevers wel de oplage van het "nieuwe boek", maar niet de namen van de auteurs hadden bekend gemaakt. Paris Match kondigde op de dag dat het boek uitkwam een interview met de twee auteurs aan, dat pas een week later verscheen.

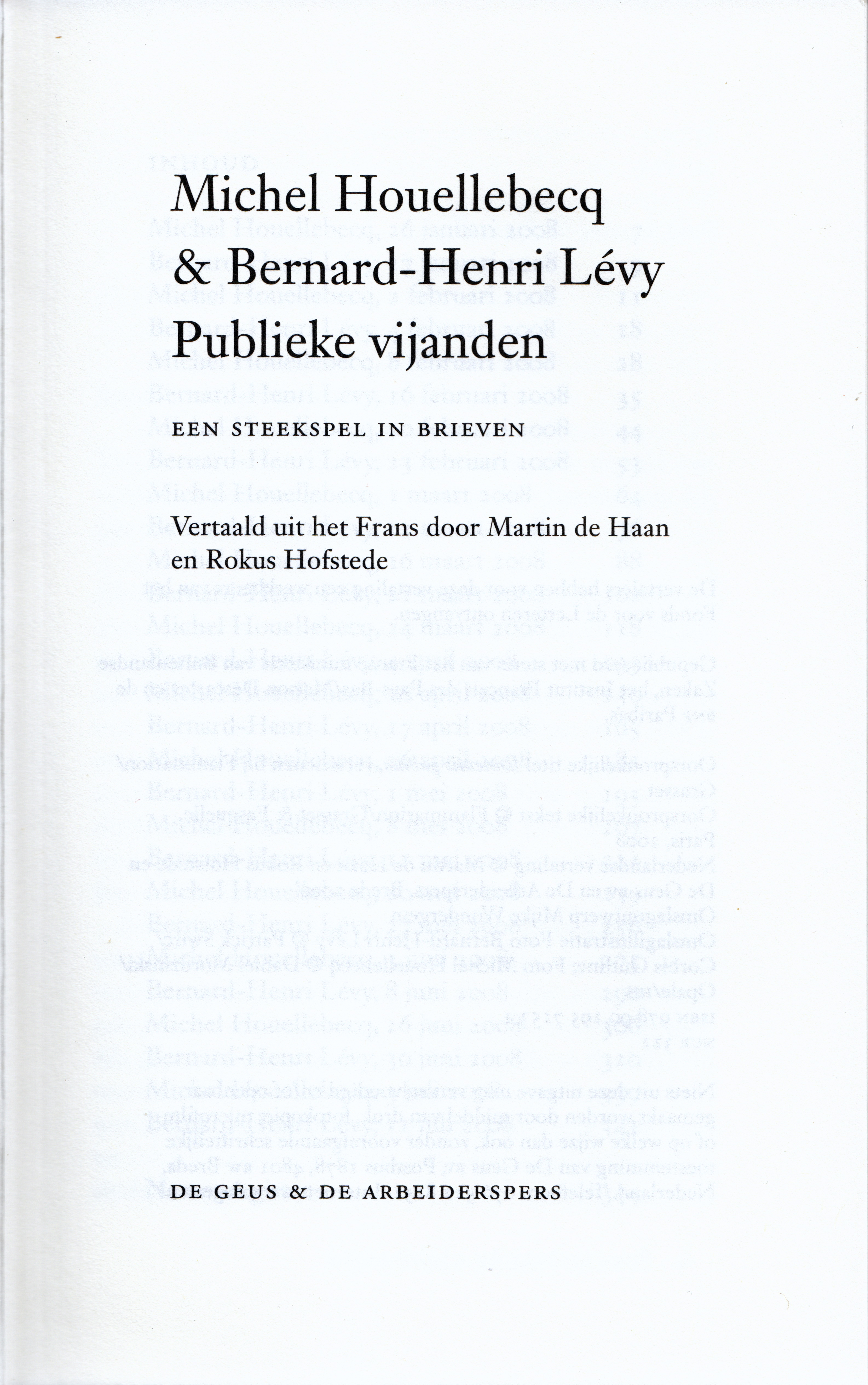
Titelpagina van de Nederlandse uitgave (2009)

De Nederlandse vertaling Publieke vijanden door Martin de Haan en Rokus Hofstede verscheen op 31 augustus 2009 bij De Arbeiderspers en De Geus. De Haan vertaalde Houellebecqs brieven, Hofstede Levy's. Voor de vertaling ontvingen ze een werkbeurs van het Nederlands Letterenfonds. Het boek verscheen als hardcover en e-boek. Het omslagontwerp van Mijke Wondergem toont net als de Franse editie foto's van de auteurs, afgebeeld als vergrote postzegels (Houellebecq in oranje, Levy in groen), op een antracietkleurige achtergrond met wit-gele opdruk.

### Uitgaven (selectie)
Het boek is anno 2024 in een vijftiental talen vertaald, waaronder:
- (fr)  Michel Houellebecq & Bernard-Henri Lévy: Ennemies publics. Uitgevers: Flammarion / Grasset & Fasquelle (originele uitgave: 3 oktober 2008)
- (it)  Michel Houellebecq & Bernard-Henri Lévy (vertaler: Fabrizio Ascari): Nemici pubblici. Bompiani (juli 2009)
- (nl)  Michel Houellebecq & Bernard-Henri Lévy (vertalers: Martin de Haan & Rokus Hofstede): Publieke vijanden. Een steekspel in brieven. De Geus / De Arbeiderspers (31 augustus 2009)
- (de)  Michel Houellebecq & Bernard-Henri Lévy (vertaler: Bernd Wilcek): Volksfeinde. Ein Schlagabtausch. Dumont Buchverlag (1 september 2009)
- (es)  Michel Houellebecq & Bernard-Henri Lévy (vertaler: Jaime Zulaika): Enemigos públicos. Anagrama (20 december 2009)
- (ru)  Michel Houellebecq & Bernard-Henri Lévy (vertaler: Ekaterina Kozhevnikova): Враги общества (Vragi obchestva). Inostranka (2009)
- (en)  Michel Houellebecq & Bernard-Henri Lévy (vertalers: Miriam Rachel Frendo & Frank Wynn): Public Enemies: Dueling Writers Take on Each Other and the World. Random House (11 januari 2011)

### Ontvangst
Het Franse weekblad Le Nouvel Observateur was vol lof over Ennemies publics: "krachtige, radicale en zelfs ontroerende brieven". Het Parijse vrouwenblad Gala schreef: "De houding van verongelijkte schrijvers brokkelt snel af en maakt plaats voor de dialoog van twee geleerden, twee van de zeldzame Franse intellectuelen van dit moment die in het buitenland gewaardeerd worden." De schrijver Pierre Assouline beklaagde zich over de "mediastunt" van Teresa Cremisi (Houellebecqs uitgeefster): "Onmogelijk om er een week lang aan te ontsnappen, en dan nog een week". Inhoudelijk had hij er ook geen hoge dunk van: "Dus waar gaat het over? Over henzelf uiteraard. [...] Deze dialoog tussen de ene ego en de andere straalt ernst uit, helaas. We zoeken tevergeefs naar een spoortje humor."
De recensent van de Britse krant The Guardian was erg onder de indruk: "Misschien moeten we gewoon toegeven dat de Fransen niet alleen beter zijn in wijn, kaas, seks, stijl, voetbal, film en in een goed blaadje komen bij Angela Merkel, maar ook in het elkaar fileren in boeken. Chapeau, messieurs!" Ian Buruma was in de The New York Times niet onverdeeld positief: "een komische roman, een briljante satire op de ijdelheid van schrijvers", vanwege enerzijds Houellebecqs donkere gevoel voor humor en anderzijds Lévy's "prachtige parodie op het filosoferen, dat wil zeggen, iets heel banaals op een zeer ingewikkelde manier zeggen". Een andere recensent van die krant had enkele dagen daarvoor geschreven over "met modder gooien en het daarna mooi noemen".
De Nederlandstalige kritieken varieerden van zeer enthousiast tot smalend. De Volkskrant sprak van "een correspondentie tussen grootmeesters", Vrij Nederland zei het in iets andere woorden: "de lezer kan zich laven aan het narcisme van twee grote geesten", en De Morgen concludeerde: "Verguld en verrast moet je toegeven dat de correspondentie tussen deze complexe en vaak paradoxale koppigaards lang geen slecht idee was". Marco Kamphuis had het in Filosofie Magazine over "de salonsocialist & de cynische reactionair". Charlotte Mutsaers was enthousiast: "Houellebecq is verreweg de getalenteerdste, eerlijkste en dus interessantste van de twee. BHL's verdienste is hier dan ook vooral een indirecte: hij weet Houellebecq te verleiden tot magnifieke en levendige brieven die beter dan de beste essays zijn." Bart Van Loo sprak van "intellectuele snoeverij" tussen "onheilsprofeet-romancier-filmmaker Michel Houellebecq" en "intellectuele glitterboy Bernard-Henri Lévy". Van Loo ergerde zich eraan dat het nooit persoonlijk wordt: "Dat levert een intellectueel ballet op, een vuurwerk van namedropping en losse citaten, uitgebreide wandelingen van het ene boek van Lucretius naar het andere van Nietzsche en weer terug." Dirk Verhofstadt noemde de confrontatie tussen de twee schrijvers "best interessant [...] Het geeft een goed beeld van de maatschappelijke thema’s die in Frankrijk aan de orde zijn en hoe ze op verschillende manieren bekeken worden. Op de ietwat naïef voluntaristische, geëngageerde en theatrale manier van Lévy die in zijn strijd voor de grote idealen geen grote woorden schuwt, of op de bijtende, sarcastische ongemanierdheid van Houellebecq die lak heeft aan idealen en zijn mond niet spoelt alvorens iets te zeggen. Volledige betrokkenheid tegenover volledige onverschilligheid als twee kanten van eenzelfde medaille."